# Star Lake
Star Lake és una concentració de població designada pel cens dels Estats Units a l'estat de Nova York. Segons el cens del 2000 tenia 860 habitants.

## Demografia
Segons el cens del 2000, Star Lake tenia 860 habitants, 363 habitatges, i 235 famílies. La densitat de població era de 75,1 habitants per km².
Dels 363 habitatges en un 26,7% hi vivien nens de menys de 18 anys, en un 49,3% hi vivien parelles casades, en un 10,5% dones solteres, i en un 35% no eren unitats familiars. En el 30,3% dels habitatges hi vivien persones soles el 15,7% de les quals corresponia a persones de 65 anys o més que vivien soles. El nombre mitjà de persones vivint en cada habitatge era de 2,36 i el nombre mitjà de persones que vivien en cada família era de 2,85.
Per edats la població es repartia de la següent manera: un 23,6% tenia menys de 18 anys, un 6,7% entre 18 i 24, un 26,3% entre 25 i 44, un 26,6% de 45 a 60 i un 16,7% 65 anys o més.
L'edat mediana era de 41 anys. Per cada 100 dones de 18 o més anys hi havia 92,7 homes.
La renda mediana per habitatge era de 34.083 $ i la renda mediana per família de 42.292 $. Els homes tenien una renda mediana de 40.789 $ mentre que les dones 21.806 $. La renda per capita de la població era de 18.310 $. Entorn del 17,6% de les famílies i el 21% de la població estaven per davall del llindar de pobresa.